# Tipula (Sinotipula) catalinensis
Tipula (Sinotipula) catalinensis is een tweevleugelige uit de familie langpootmuggen (Tipulidae). De soort komt voor in het Nearctisch gebied.